# Tâmna
Tâmna – wieś w Rumunii, w okręgu Mehedinți, w gminie Tâmna. W 2011 roku liczyła 381 mieszkańców.